# Valgañón
Valgañón è un comune spagnolo di 145 abitanti situato nella comunità autonoma di La Rioja.